# Каменецьке церковне намісництво
Каменецьке намісництво (деканат) — церковно-адміністративна округа Берестейського крилоса Володимирської єпархії.
У 1729 році охоплювало 35 парафії. Міських єпархій 7.